# Wildermuth
Wildermuth (también conocida por el nombre de su estación de ferrocarril Estación Granadero Bustos) es una localidad argentina ubicada en el Departamento San Martín de la provincia de Santa Fe. La estación se encuentra sobre un ramal hoy levantado que unía Gálvez con San Francisco, y recuerda a un granadero que murió en el Combate de San Lorenzo. En sus adyacencias se ubica la Reserva privada de uso múltiple Federico Wildermuth. Depende de la comuna de Colonia Belgrano.

## Población
Cuenta con 155 habitantes (Indec, 2010), lo que representa un incremento del 80% frente a los 86 habitantes (Indec, 2001) del censo anterior.
| Gráfica de evolución demográfica de Wildermuth entre 1991 y 2010 |
|                                                                  |
| Fuente: Censos nacionales del INDEC                              |